# Jean Berglund
Johan "Jean" Berglund, född 16 april 1885 i Nordingrå församling, Västernorrlands län, död 28 november 1954 i Sköns församling i Västernorrlands län, var en svensk språklärare och läromedelsförfattare samt rektor för Solbacka läroverk 1911–1923.
Jean Berglund var son till folkskolläraren och klockaren Jonas Berglund och Hanna Öberg, Ullånger. Efter studentexamen i Härnösand 1904 bedrev han akademiska studier och avlade enligt 1891 års stadga filosofie kandidatexamen 1908. Han företog studieresor till Tyskland och senare upprepade gånger för språkstudier till Frankrike och med statens stipendium till England 1931. Berglund blev lärare vid Solbacka läroverk 1908 och rektor där 1911–1923. Han var extra lärare i Karlskrona 1923 och vikarierande adjunkt där 1923–1926, i Saltsjöbaden 1926, adjunkt i Örnsköldsvik 1929 samt adjunkt i tyska och engelska vid Högre allmänna läroverket i Sundsvall från 1933.
Som tryckfrihetsombudsman verkade han från 1940. Vidare var han författare till läromedel i franska och tyska. På uppdrag av olika förlag gjorde han översättningar från engelska, tyska och danska. Han var kårchef för S. S. scoutkår i Saltsjöbaden, Örnsköldsvik och Sundsvall till 1942.
Första gången var han gift 1910–1922 med Louise Kuylenstierna (1872–1954), änka efter Stockholmstidningens redaktör Anders Jeurling och dotter till majoren Carl Johan Ludvig Kuylenstierna och Eva Catharina Hjorth. Tillsammans med henne fick han sonen Stefan Berglund, 1911-1983, som blev kapten vid I3 och senare major samt gift med Märta Berglund (f. Svensson) och far till Christian Berglund född 1950 och styvfar till Johan S. Kinberg 1943-2009.
Andra gången gifte han sig 1923 med Selma Eklind (1881–1963), dotter till hemmansägaren Karl Erhard Eklind och Matilda Andersdotter, Björstorp, Björkäng. Han fick även med henne ett barn, dottern Åsa, född 1924, som blev tjänsteman i Stockholm.